# Erik Gustafsson (hockey sur glace, 1992)
Pour les articles homonymes, voir Erik Gustafsson (hockey sur glace), Erik Gustafsson et Gustafsson.
Erik Gustafsson (né le 14 mars 1992 à Nynäshamn en Suède) est un joueur professionnel suédois de hockey sur glace. Il évolue au poste de défenseur.

## Biographie

### Carrière en club
Formé au Nynäshamns IF, il rejoint les équipes de jeunes du Djurgården Hockey. Il débute avec l'équipe première dans l'Elitserien en 2011. Il est choisi lors du repêchage d'entrée dans la LNH 2012 par les Oilers d'Edmonton au quatrième tour en 93e position. Après une saison dans l'Allsvenskan, il retrouve l'élite suédoise avec le Frölunda HC en 2013. Il part en Amérique du Nord en 2015 après avoir signé un contrat de deux ans avec les Blackhawks de Chicago. Il est assigné aux IceHogs de Rockford dans la Ligue américaine de hockey. Il joue son premier match dans la Ligue nationale de hockey avec les Blackhawks le 30 octobre 2015 chez le Wild du Minnesota et inscrit une assistance.
Le 24 février 2020, il est échangé aux Flames de Calgary en retour d'un choix conditionnel de 3e tour en 2020. Le 12 octobre 2020, il signe un contrat d'un an pour $3 millions avec les Flyers de Philadelphie à titre d'agent libre sans compensation. Le 12 avril 2021, il est échangé aux Canadiens de Montréal en retour d'un choix de septième tour au repêchage d'entrée dans la LNH 2022, les Flyers payant 50% de son salaire pour la balance de la saison 2020-2021.

### Carrière internationale
Il représente la Suède au niveau international. Il prend part aux sélections jeunes.

## Statistiques

### En club
| Saison     | Équipe                 | Ligue       |     | Saison régulière | Saison régulière | Saison régulière | Saison régulière | Saison régulière |   | Séries éliminatoires | Séries éliminatoires | Séries éliminatoires | Séries éliminatoires | Séries éliminatoires |
| Saison     | Équipe                 | Ligue       | PJ  | B                | A                | Pts              | Pun              | PJ               | B | A                    | Pts                  | Pun                  |                      |                      |
| 2011-2012  | Djurgården Hockey      | Elitserien  | 41  | 3                | 4                | 7                | 16               | -                | - | -                    | -                    | -                    |                      |                      |
| 2012-2013  | Djurgården Hockey      | Allsvenskan | 49  | 7                | 16               | 23               | 52               | 6                | 1 | 0                    | 1                    | 30                   |                      |                      |
| 2013-2014  | Frölunda HC            | SHL         | 50  | 2                | 18               | 20               | 16               | -                | - | -                    | -                    | -                    |                      |                      |
| 2014-2015  | Frölunda HC            | SHL         | 55  | 4                | 25               | 29               | 22               | 12               | 1 | 2                    | 3                    | 31                   |                      |                      |
| 2015-2016  | IceHogs de Rockford    | LAH         | 27  | 3                | 8                | 11               | 38               | -                | - | -                    | -                    | -                    |                      |                      |
| 2015-2016  | Blackhawks de Chicago  | LNH         | 41  | 0                | 14               | 14               | 4                | 5                | 0 | 1                    | 1                    | 0                    |                      |                      |
| 2016-2017  | IceHogs de Rockford    | LAH         | 68  | 5                | 25               | 30               | 40               | -                | - | -                    | -                    | -                    |                      |                      |
| 2017-2018  | IceHogs de Rockford    | LAH         | 25  | 3                | 14               | 17               | 18               | -                | - | -                    | -                    | -                    |                      |                      |
| 2017-2018  | Blackhawks de Chicago  | LNH         | 35  | 5                | 11               | 16               | 6                | -                | - | -                    | -                    | -                    |                      |                      |
| 2018-2019  | Blackhawks de Chicago  | LNH         | 79  | 17               | 43               | 60               | 34               | -                | - | -                    | -                    | -                    |                      |                      |
| 2019-2020  | Blackhawks de Chicago  | LNH         | 59  | 6                | 20               | 26               | 25               | -                | - | -                    | -                    | -                    |                      |                      |
| 2019-2020  | Flames de Calgary      | LNH         | 7   | 0                | 3                | 3                | 2                | 10               | 0 | 4                    | 4                    | 2                    |                      |                      |
| 2020-2021  | Flyers de Philadelphie | LNH         | 24  | 1                | 9                | 10               | 0                | -                | - | -                    | -                    | -                    |                      |                      |
| 2020-2021  | Canadiens de Montréal  | LNH         | 5   | 0                | 2                | 2                | 0                | 16               | 1 | 2                    | 3                    | 0                    |                      |                      |
| 2021-2022  | Blackhawks de Chicago  | LNH         | 59  | 3                | 15               | 18               | 14               | -                | - | -                    | -                    | -                    |                      |                      |
| 2022-2023  | Capitals de Washington | LNH         | 61  | 7                | 31               | 38               | 21               | -                | - | -                    | -                    | -                    |                      |                      |
| 2022-2023  | Maple Leafs de Toronto | LNH         | 9   | 0                | 4                | 4                | 2                | 2                | 1 | 0                    | 1                    | 0                    |                      |                      |
| 2023-2024  | Rangers de New York    | LNH         | 76  | 6                | 25               | 31               | 35               | 16               | 0 | 3                    | 3                    | 8                    |                      |                      |
| Totaux LNH | Totaux LNH             | Totaux LNH  | 455 | 45               | 177              | 222              | 143              | 49               | 2 | 10                   | 12                   | 10                   |                      |                      |

### En équipe nationale
| Année | Équipe | Compétition          |   | PJ | B | A | Pts | Pun | +/-           |  | Résultat |
| 2016  | Suède  | Championnat du monde | 8 | 0  | 2 | 2 | 0   | -1  | 6e place      |  |          |
| 2018  | Suède  | Championnat du monde | 6 | 0  | 1 | 1 | 2   | +3  | Médaille d'or |  |          |
| 2019  | Suède  | Championnat du monde | 8 | 2  | 2 | 4 | 2   | +5  | 5e place      |  |          |